# Clarette Wachtel
Clarette Wachtel (n. 21 ianuarie 1926, Ploiești – d. 2011, București) a fost  o pictoriță, desenatoare și gravoare din România de origine evreiască.

## Biografie
În 1948, după terminarea liceului în Ploiești, Clarette Wachtel începe studii artistice la nou înființatul Institut de Arte Plastice „Nicolae Grigorescu“ din București cu profesorul Nicolae Dărăscu, continuate apoi, după tiparul normelor sovietice, la Institutul de artă cinematografică din Moscova (1949-1955).
Între 1955-1959 lucrează ca scenograf  în cadrul Studioului de filme „București“. Din 1960 devine redactor la revista „Arta“ sub directoratul lui Jules Perahim și, după cinci ani, va părăsi redacția împreună cu acesta în 1965. Perahim (Iuliș Blumenfeld, 1914-2008), care a excelat în stilul suprarealismului, îndrumând-o pe tânăra Clarette Wachtel în acest stil, se stabilește apoi în Franța în 1969 și realizează cu succes circa patruzeci de expoziții personale în diverse țări ale lumii.

## Opera
Wachtel debutează în 1953 la Expoziția Municipală din Ploiești.  După un deceniu de ambiguitate profesională, cariera artistei virează  spre o zonă de vizibilitate și apreciere. Expoziții de gravură (lino-, xilogravură) desen de șevalet, pictură se succed în țară (8 expoziții personale între 1953 și 1983) și pe întreaga țesătură a atlasului (expoziții de artă românească în Austria, Elveția, Danemarca, India, Mexic, Grecia, Suedia, Italia, Peru, Venezuela, Egipt, Argentina, Marea Britanie, Germania Federală, Grecia).
Domeniul ilustrației de carte pentru copii a fost rar atins, dar puținele volume care au fost îmbrăcate coloristic de Clarette Wachtel afișează un tonus ludic, scamatorii cu spații și tehnici, ce provoacă o atracție de citire, la propriu, a desenului.
Purtând o tragedie personală, fratele artistei decedând timpuriu în naufragiul vaporului Struma (vaporul plecase în decembrie 1941 din portul Constanța având la bord aproape 800 de evrei români, ce doreau să ajungă în Palestina fiind torpilat în februarie 1942 de un submarin sovietic), destinul artistic al Clarettei Wachtel părea flancat de rugozități morfologice sau angoase tematice, dar nu, chiar artista se declara „o expresionistă cu înclinații spre caricatură“, stabilizând un stil expressionist, dominat de-o veselie fantastă, histrionică, cu rezonanță în plutirea compozițională a lui Marc Chagall.

## Premii și recunoaștere
- 1998 primește Premiul pentru grafică al Uniunii Artiștilor Plastici din România
- 2004 primește Ordinul Meritul Cultural în grad de Cavaler, Categoria C - "Artele plastice"[2]